# Antonin-Fernand Drapier
Antonin-Fernand Drapier (Creuë-en-Woëvre, 28 aprile 1891 – 30 luglio 1967) è stato un arcivescovo cattolico francese.

## Biografia
Antonin-Fernand Drapier nacque il 28 aprile 1891 a Creuë-en-Woëvre, comune oggi soppresso e associato al comune di Vigneulles-lès-Hattonchâtel nel dipartimento della Mosa.
Studiò teologia presso Le Saulchoir, all'epoca in Belgio, e ricevette l'ordinazione sacerdotale per i domenicani il 24 aprile 1924.
Il 7 ottobre 1929 papa Pio XI lo nominò delegato apostolico in Iraq assegnandogli la sede titolare arcivescovile di Neocesarea del Ponto.
Giunto a destinazione, ricevette la consacrazione episcopale il 22 dicembre 1929 per imposizione delle mani di François David, eparca di Amadiya, di successione apostolica caldea.
Il 28 novembre 1936 fu nominato delegato apostolico in Indocina, ruolo che mantenne fino alle sue dimissioni nell'aprile del 1950.
Morì il 30 luglio 1967 all'età di 76 anni.

## Genealogia episcopale e successione apostolica
La genealogia episcopale è:
- Patriarca Eliya XII Denha
- Patriarca Yukhannan VIII Hormizd
- Vescovo Isaie Jesu-Yab-Jean Guriel
- Arcivescovo Yosep V Hindi
- Patriarca Yosep VI Audo
- Patriarca Eliya XIV Abulyonan
- Patriarca Yosep Emmanuel II Thoma
- Vescovo François David
- Arcivescovo Antonin-Fernand Drapier

La successione apostolica è:
- Vescovo Jean-Baptiste-Maximilien Chabalier, M.E.P. (1938)
- Arcivescovo Pierre Martin Ngô Đình Thục (1938)
- Vescovo Félix Maurice Hedde, O.P. (1939)
- Vescovo Jean Marie Phan Đình Phùng (1940)
- Vescovo Jean Cassaigne, M.E.P. (1941)
- Vescovo Jean-Liévin-Joseph Sion, M.E.P. (1942)
- Vescovo Santos Ubierna, O.P. (1942)
- Vescovo Marcel Piquet, M.E.P. (1944)
- Arcivescovo Jean-Baptiste Urrutia, M.E.P. (1948)
- Vescovo Etienne-Auguste-Germain Loosdregt, O.M.I. (1952)